# Fred Kiprop
Fred Kiprop (Fred) Kiptum (3 juni 1974) is een Keniaanse marathonloper. Zijn achternaam betekent: 'geboren tijdens de regen'.

## Loopbaan
Kiprop begon op een paar oude schoenen te trainen en liep vervolgens in 1997 een snelle tijd van 1:03 op de halve marathon van Eldoret. Hij kreeg toen gelijk een contract van Fila.
Fred Kiprop won de marathon van Amsterdam in 1999 in een persoonlijk record van 2:06.47, op dat moment de op drie na snelste tijd op de marathon ooit. Verder werd hij in 1997 tweede en in 2000 vijfde op Chicago Marathon. In 2001 was er op de marathon van Parijs opnieuw een derde plaats voor hem weggelegd, evenals in 2002 op de Boston Marathon. In 2004 werd hij derde en in 2006 vijfde op de marathon van Hamburg.

## Persoonlijke records
| Onderdeel      | Prestatie | Datum           | Plaats    |
| -------------- | --------- | --------------- | --------- |
| 10 km          | 27.52     | 1 mei 1999      | Marseille |
| halve marathon | 1:02.47   | 22 maart 2003   | Praag     |
| 25 km          | 1:14.58   | 13 april 2003   | Rotterdam |
| marathon       | 2:06.47   | 17 oktober 1999 | Amsterdam |

## Palmares

### 10 km
- 1997: 5e Parelloop - 29.00

### halve marathon
- 1997:  halve marathon van Berlijn - 1:03.44
- 1998:  halve marathon van Eldoret - 1:03.56
- 1999:  halve marathon van Coahuila - 1:04.01
- 2000: 12e Great South Run - 1:03.00
- 2001: 6e halve marathon van Parijs - 1:03.27
- 2002: 9e halve marathon van Virginia Beach - 1:03.36
- 2003:  halve marathon van Praag - 1:02.47

### marathon
- 1997:  marathon van Bordeaux - 2:12.44
- 1997:  Chicago Marathon - 2:08.19
- 1998:  marathon van Gold Coast (Australië) - 2:11.15
- 1998: 13e New York City Marathon - 2:13.32
- 1999: 4e marathon van Parijs - 2:08.44
- 1999:  marathon van Gold Coast - 2:14.02
- 1999:  marathon van Amsterdam - 2:06.47
- 2000: 4e marathon van Seoel - 2:12.45
- 2000: 5e Chicago Marathon - 2:08.23
- 2001:  marathon van Parijs - 2:09.43
- 2001:  marathon van Madrid - 2:11.24
- 2002:  marathon van Otsu - 2:09.08
- 2002:  Boston Marathon - 2:09.45
- 2002:  marathon van Seoel - 2:09.47
- 2002:  marathon van Seoel - 2:09.47
- 2003: 4e marathon van Rotterdam - 2:09.14
- 2003: 4e marathon van Seoel - 2:12.27
- 2004:  marathon van Hamburg - 2:11.45
- 2004: 13e marathon van Berlijn - 2:12.42
- 2006: 5e marathon van Hamburg - 2:11.04
- 2006: 8e marathon van Amsterdam - 2:12.34
- 2009: 7e marathon van Madrid - 2:21.35
- 2009: 4e marathon van Incheon - 2:17.15
- 2011:  marathon van Limerick - 2:22.00

### veldlopen
- 1997:  Modena Cross - 30.52